# Инс, Клейтон
Клейтон Инс (англ. Clayton Ince; 13 июля 1972, Арима, Тринидад и Тобаго) — тринидадский футболист, выступавший на позиции вратаря за национальную сборную Тринидада и Тобаго и целый ряд клубов.

## Клубная карьера
Родился 13 июля 1972 года в муниципалитете Арима. Воспитанник юношеской команды футбольного клуба «Мэйпл Клаб». Сначала играл на позиции защитника, однако потом стал вратарём.
Во взрослом футболе дебютировал в 1991 году выступлениями за команду клуба «Дефенс Форс», в котором провёл восемь сезонов. В 1997 году был признан лучшим футболистом Тринидада и Тобаго.
С 1999 по 2011 год играл в составе команд клубов «Кру Александра», «Данди», «Ковентри Сити», «Уолсолл» и «Ма Пау».
Завершил профессиональную игровую карьеру в клубе «Т-энд-ТЕК», за команду которого выступал в течение 2011—2013 годов.

## Карьера в сборной
В 1997 году дебютировал в официальных матчах в составе национальной сборной Тринидада и Тобаго. В течение карьеры в национальной команде, которая длилась 14 лет, провёл в основном составе главной команды страны 79 матчей.
В составе сборной был участником розыгрыша Золотого кубка КОНКАКАФ 1998 года в США, розыгрыша Золотого кубка КОНКАКАФ 2000 года (бронзовые награды) и розыгрыша Золотого кубка КОНКАКАФ 2002 года, а также чемпионата мира 2006 года в Германии.

## Тренерская карьера
В январе 2020 года Инс вошел в тренерский штаб Ангуса Ива в юношеской сборной Тринидада и Тобаго. В нём он занимается работой с вратарями.. В августе 2024 года после ухода Ива с поста наставника национальной команды, Инс не вошел в штаб и.о. наставника «сока уорриорз» Дерека Кинга.

## Достижения
«Кру Александра»
- Серебряный призёр Второго дивизиона Футбольной лиги (1): 2002/2003

 Уолсолл
- Вторая Футбольная лига Англии (4-е место) (1): 2007